# Hancock (Wisconsin)
Hancock è un comune degli Stati Uniti, situato in Wisconsin, nella Contea di Waushara.